# Малоазиатская квакша
Малоазиатская квакша (лат. Hyla savignyi) — вид земноводных из семейства квакш (Hylidae). Видовое латинское название дано в честь французского зоолога Жюля Сезара Савиньи (1777—1851)
Общая длина достигает 47 мм. Довольно похожа на обыкновенную квакшу. В отличие от последней тёмная полоса, разделяющая окраску верхней и нижней частей тела, не образует паховой петли. Снизу лимонного или красного цвета. Окраска может меняться буквально на глазах, в зависимости от цвета субстрата и физиологического состояния.
В отличие от обыкновенной квакши обитает в более засушливых условиях, встречаясь преимущественно в полупустынной или пустынной местности. Любит места среди кустарника, зарослей ивы или тростника вблизи водоёмов и во влажных местах, в травянистом покрове, на опушках низменных и предгорных лесов. Её можно встретить и на безлесных выжженных солнцем горных склонах, где она держится в траве или в зарослях верблюжьей колючки. Встречается также в населённых пунктах, в садах. В горах встречается на высоте 400—1800 метров над уровнем моря.
Ведёт скрытный образ жизни, часами находясь без движения. С наступлением сумерек становится активной и охотится на добычу — насекомых (двукрылые, жуки, перепончатокрылые) и пауков.
На зимовку уходит в ноябре. Зимует в норах, под корнями деревьев. При тёплой погоде активна почти всю зиму.
Весной появляется в начале марта — в апреле. Размножение проходит в апреле. Самка несколькими порциями откладывает 800—1000 икринок. До конца июля — начала августа головастики завершают метаморфоз.
Вид населяет южные районы Грузии, Армении и Азербайджана (кроме северо-востока), широко распространён в горных районах Передней Азии на юг до Аравийского полуострова и на восток до Ирана (провинция Мазендеран), а также на Кипре и Синайском полуострове.